# Tvarožník (Krkonoše)
Tvarožník (pol. Twarożnik, něm. Quargsteine, Quarksteine) je skalní útvar v Krkonoších. Nachází se přímo na česko-polské hranici, zhruba 450 metrů severovýchodně od Vosecké boudy.
Svůj název dostal na památku výroby krkonošských sýrů. Ve vrcholové části se nachází plochý viklan, který tvoří dominantu skaliska. Je odtud rozhled do Polska a na nedalekou horu Szrenica.

## Dostupnost
Tvarožník se nachází na červeně značené Cestě česko-polského přátelství od Szrenice na Českou budku. Nedaleko se nachází turistický hraniční přechod Vosecká bouda-Tvarožník/Szrenica, kde přichází z Česka od Vosecké boudy žlutá turistická značka a z Polska zelená turistická značka od Hali pod Łabskim Szczytem.